# Michael Ilgner
 (octobre 2024).
Michael Ilgner (né le 1er mai 1971 à Werneck) est un joueur allemand de water-polo.

## Biographie
Michael Ilgner joue au water-polo pour le SV Würzburg 05. Il intègre l'équipe d'Allemagne de water-polo en 1990 et en sera le capitaine. Aux championnat d'Europe de 1995, l'Allemagne remporte la médaille de bronze. Aux Jeux olympiques de 1996 à Atlanta, elle prend la 9e place.
Après des études d'ingénieur industriel puis un doctorat en microéconomie à l'université de Karlsruhe, Ilgner devient membre du conseil d'administration de Booz Allen Hamilton. En 2006, il rejoint la Stiftung Deutsche Sporthilfe en tant que président du directoire et membre du conseil d'administration. Dans le cadre de la réforme structurelle de la fondation, il est nommé président à temps plein du conseil d'administration de la Deutsche Sporthilfe le 1er avril 2010.
Le 1er mars 2020, Ilgner rejoint la Deutsche Bank en tant que responsable des ressources humaines, avec un effectif qui vient de passer de 40 000 à 90 000 personnes. Il est censé organiser le changement dans l'effectif avec Fabrizio Campelli. Dans un premier temps, la Banque centrale européenne ne lui permet pas d'être promu au conseil d'administration, invoquant un manque d'expérience en matière de gestion dans le secteur financier.
En avril 2023, Ilgner achète des obligations de la Deutsche Bank pour une valeur de 201 000 euros une semaine avant la publication des chiffres trimestriels, enfreignant ainsi les directives de conformité internes. Les règles de la Deutsche Bank interdisent aux dirigeants de haut rang de faire des affaires avec les titres de la banque dans les huit semaines précédant la présentation des chiffres. Le 30 juin 2023, la Deutsche Bank annonce qu'Ilgner quittera Deutsche Bank le 30 septembre 2023.
Son frère est l'auteur et manager culturel Sven Ilgner.